# Triple crisis planetaria

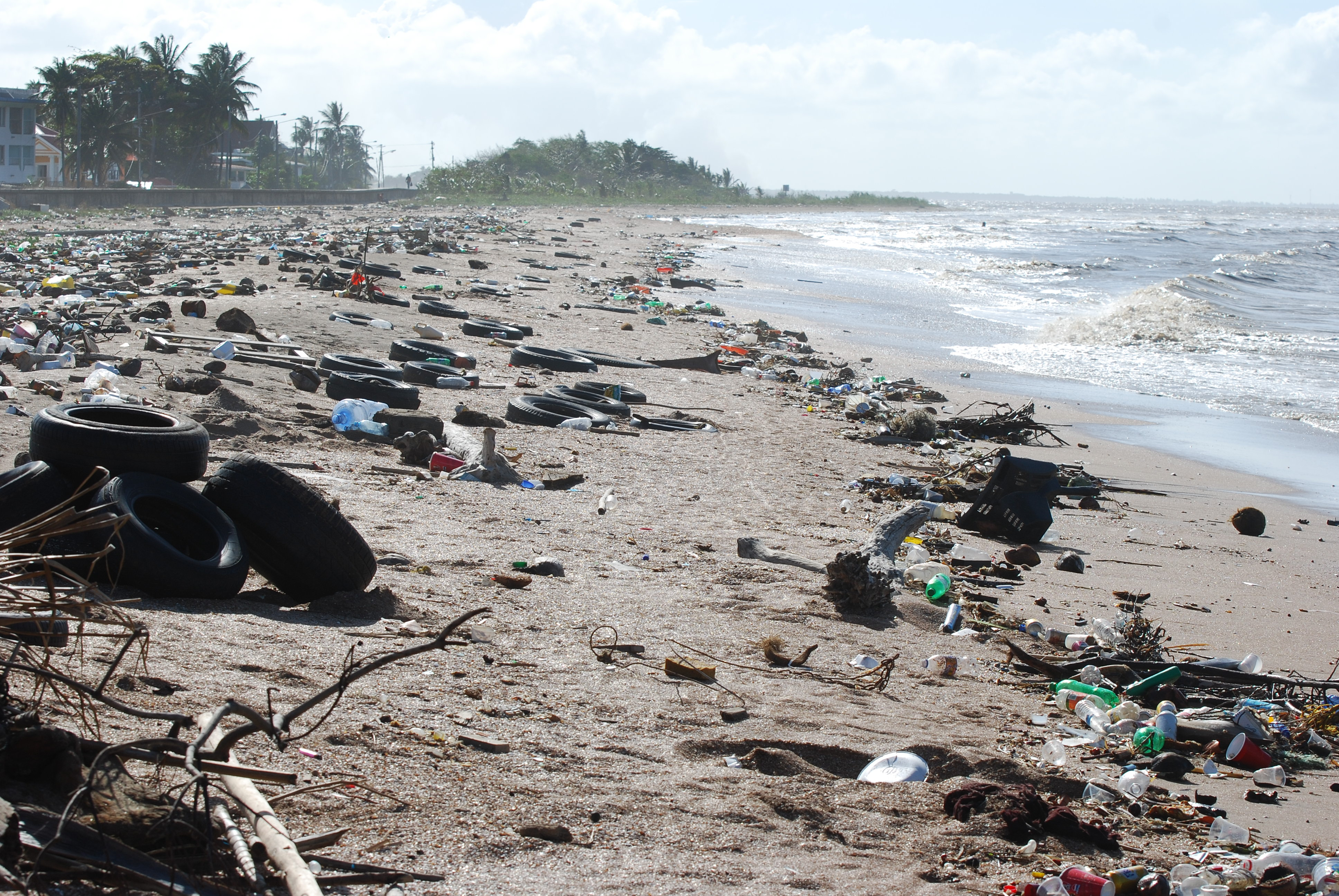
Contaminación en una playa de Guyana

Triple Crisis Planetaria es un concepto y marco adoptado por las Naciones Unidas para describir las tres crisis ambientales globales que se interrelacionan: la contaminación, la crisis climática, la pérdida de biodiversidad y/o la crisis ecológica.    Este término destaca la interdependencia de estos problemas y su impacto conjunto en los ecosistemas, las sociedades, y las economías del planeta.
Las tres crisis están interconectadas y aumentan los riesgos ambientales y causar pérdidas económicas a nivel mundial. Este marco está diseñado para abordar la necesidad de mitigar y adaptarse a los desafíos que plantean la contaminación, la crisis climática y la pérdida de biodiversidad.
El marco es similar a otros análisis multidimensionales de los impactos humanos en el medio ambiente, como el riesgo catastrófico global y los límites planetarios.